# Asplenium oblongatum
Asplenium oblongatum är en svartbräkenväxtart som beskrevs av Georg Heinrich Mettenius och Oskar Kuhn. Asplenium oblongatum ingår i släktet Asplenium och familjen Aspleniaceae. Inga underarter finns listade.